# Odwet (film 1990)
Odwet (ang. Revenge) – amerykański thriller akcji z 1990 w reżyserii Tony’ego Scotta, na podstawie powieści Jima Harrisona.

## Opis fabuły
Michael "Jay" Cochran (Kevin Costner) po 12 latach służby opuszcza jednostkę lotniczą Navy. Nie ma on przed sobą sprecyzowanych dalszych planów życiowych i nie jest pewien, co powinien dalej robić.
Postanawia on odwiedzić dawnego znajomego Tiburona Mendeza (Anthony Quinn), potężnego meksykańskiego biznesmena. Po przybyciu na dwór Mendeza w Meksyku, zastaje w nim piękną i młodą żonę Mendeza – Miryee (Madeleine Stowe). Między nimi rodzi się silne uczucie, które przeradza się w romans. Cochran nie jest jednak świadomy, jakie za swój czyn będzie musiał ponieść konsekwencje, gdyż Mendez jest mściwym i zaborczym człowiekiem, który nie toleruje zdrady.

## Obsada
- Kevin Costner jako Michael J. "Jay" Cochran
- Anthony Quinn jako Tiburon Mendez
- John Leguizamo jako Ignacio
- Madeleine Stowe jako Mireya Mendez
- Tomas Milian jako Cesar
- Joaquín Martínez jako Mauro